# 馬垸
馬垸（1411年—？），字伯圃，直隸鎮江府丹陽縣人，民籍。明朝政治人物。同進士出身。

## 生平
正統九年（1444年）甲子科應天府鄉試第七十四名。正統十年（1445年）乙丑科會試第八十四名，殿試登進士第三甲第六十一名。

## 家族
曾祖馬仁。祖父馬義。父亲馬智。